# Дрозденко, Василий (казак)
Васи́лий Дрозде́нко (Дроздовский, Дрозд) (укр. Василь Дрозд (Дрозденко); погиб в 1665 году близ Брацлава) — лидер повстанцев во время восстания против поляков и гетмана Павла Тетери в 1665 году на Правобережье Украины. После бегства Тетери выдвинул свои претензии на гетманскую булаву.

## Биография
4 апреля 1665 года под Брацлавом Василий Дрозденко нанёс решительное поражение Павлу Тетере, который бежал в Польшу, а Дрозденко, заняв Брацлав, объявил себя тамошним полковником. Ярый ненавистник поляков, он пользовался большой популярностью среди казачества и был сторонником соединения Малороссии под властью московского царя и левобережного гетмана Ивана Брюховецкого. Поэтому Дрозд всячески противился претендентам на гетманское достоинство на Правом берегу Днепра, пытавшихся достигнуть этого звания с помощью крымских татар — Степана Опары и Петра Дорошенко. Против последнего он выступил сам и сначала даже имел успех, поскольку казаки Дорошенко перебегали к нему, но с приходом к Дорошенко свежих татарских сил вынужден был отступить, запереться в Брацлаве и после двадцати дней мужественной обороны сдаться татарскому мурзе. Пётр Дорошенко отнял у него сокровища и расстрелял, опасаясь популярности Дрозда в казацкой среде.